# Raffaele Scapinelli di Leguigno
Raffaele Scapinelli di Leguigno (25. travnja 1858. – 16. rujna 1933.) bio je talijanski biskup i kardinal.
Rođen je u Modeni, 25. travnja 1858. godine. Papa Benedikt XV. proglasio ga je kardinalom 6. prosinca 1915. godine. Dodijeljen mu je 7. prosinca 1916. kardinalski naslov hrvatske crkve svetog Jeronima u Rimu. Umro je 16. rujna 1933. Crkvi svetog Jeronima oporučno je ostavio biskupski štap, tri mitre te druge predmete za pontifikalne mise.

### Članci
- Bogdan, Jure. 2005. Hrvatska crkva svetog Jeronima u Rimu i njezini kardinali naslovnici. Crkva u svijetu. Sveučilište u Splitu - Katolički bogoslovni fakultet. Split. 40 (2): 187–205